# 狩野紀昭
狩野 紀昭 （かのう のりあき、1940年 - ）は、日本の教育者、著述家、
コンサルタント（品質管理分野）である。東京理科大学名誉教授。
顧客にとっての品質を左右する、製品に「不可欠な」（当たり前）要素と「他の製品と差別化する」（魅力的）要素とを峻別したシンプルなランキングによる顧客満足モデル（「狩野モデル」として知られる）を開発した。
2010年度にはローマ大学の客員教授を務めた
。

## 品質管理への貢献
1970年代後半から1980年代前半に、狩野とその門下生は、顧客満足モデルについての新たなアプローチの基礎を築いた。狩野は、企業の製品やサービスのあらゆる要素を改善することが顧客満足度の向上につながるという従来の通説に異を唱えた。顧客の目には製品やサービスの要素すべてが等しく映っておらず、ある要素は他と比べてより高い顧客ロイヤリティを創出できると狩野は主張した。
狩野のよく知られた論文に『Guide to TQM in Service Industries』（1996年）がある。

## 経歴および賞歴
狩野は東京大学工学部で学士(1962年)、修士(1964年)および博士号(1970年)を取得した。1970年に電気通信大学講師に就任、1975年に同大学で助教授となった。1982年に東京理科大学工学部教授に就任した。2006年に東京理科大学を定年退職し、名誉教授の称号を得た。
1997年、日本科学技術連盟によるデミング賞本賞を受賞
。同年、米国統計協会によるデミング学術賞（Deming Lecturer Award）を、論文「Business Strategies for the 21st Century and Attractive Quality Creation」によって受賞している。
2000年から2002年まで、日本品質管理学会（JSQC）の会長を務めた。
狩野は米国品質管理協会（ASQ。en）のフェローに選出された。ASQから以下の2つの表彰を受けている。
- E. Jack Lancaster Medal （2002年度）[9]
- E. L. Grant Medal （2007年度）[10][11]

2003年から積水化学工業の社外監査役を務め、2009年に辞任した。2008年から2015年まで小松製作所（コマツ）の社外取締役を務めた。

## 著作
- Kano, Noriaki (ed.) (1996). Guide to TQM in Service Industries. Tokyo: Asian Productivity Organization. ISBN 978-92-833-1130-0